# 80e régiment de marche
Pour les articles homonymes, voir 80e régiment.
Le 80e régiment d'infanterie de marche (ou 80e régiment de marche) est un régiment d'infanterie français, créé à la fin de la guerre franco-allemande de 1870-1871 et engagé en Algérie.

## Création et différentes dénominations
- 12 janvier 1871 : formation du 80e régiment d'infanterie de marche
- 23 septembre 1871 : fusion dans le 80e régiment d'infanterie de ligne

## Historique
Le régiment est formé le 12 janvier 1871 au camp de Saint-Médard, près de Bordeaux, à trois bataillons à six compagnies,. Il amalgame la 10e compagnie de dépôt du 37e régiment d'infanterie de ligne, les 8e et 9e compagnies de dépôt du 41e régiment d'infanterie de ligne, un détachement du 50e régiment d'infanterie de ligne, un détachement du 54e régiment d'infanterie de ligne, un détachement du 71e régiment d'infanterie de ligne, la 9e compagnie de dépôt du 60e régiment d'infanterie de ligne, la 8e compagnie de dépôt et un détachement du 86e régiment d'infanterie de ligne, un détachement du 91e régiment d'infanterie de ligne et un détachement du 98e régiment d'infanterie de ligne.
Créé peu avant l'armistice de la guerre franco-allemande, le 80e de marche est affecté en janvier à la 2e brigade de la 1re division du 26e corps d'armée,. Le 80e régiment de marche doit partir pour l'Algérie combattre la révolte de Mokrani. Il fusionne avec le 80e régiment d'infanterie de ligne (dépôt à Guéret) le 23 septembre 1871.